# Incontro con il giovane ricco

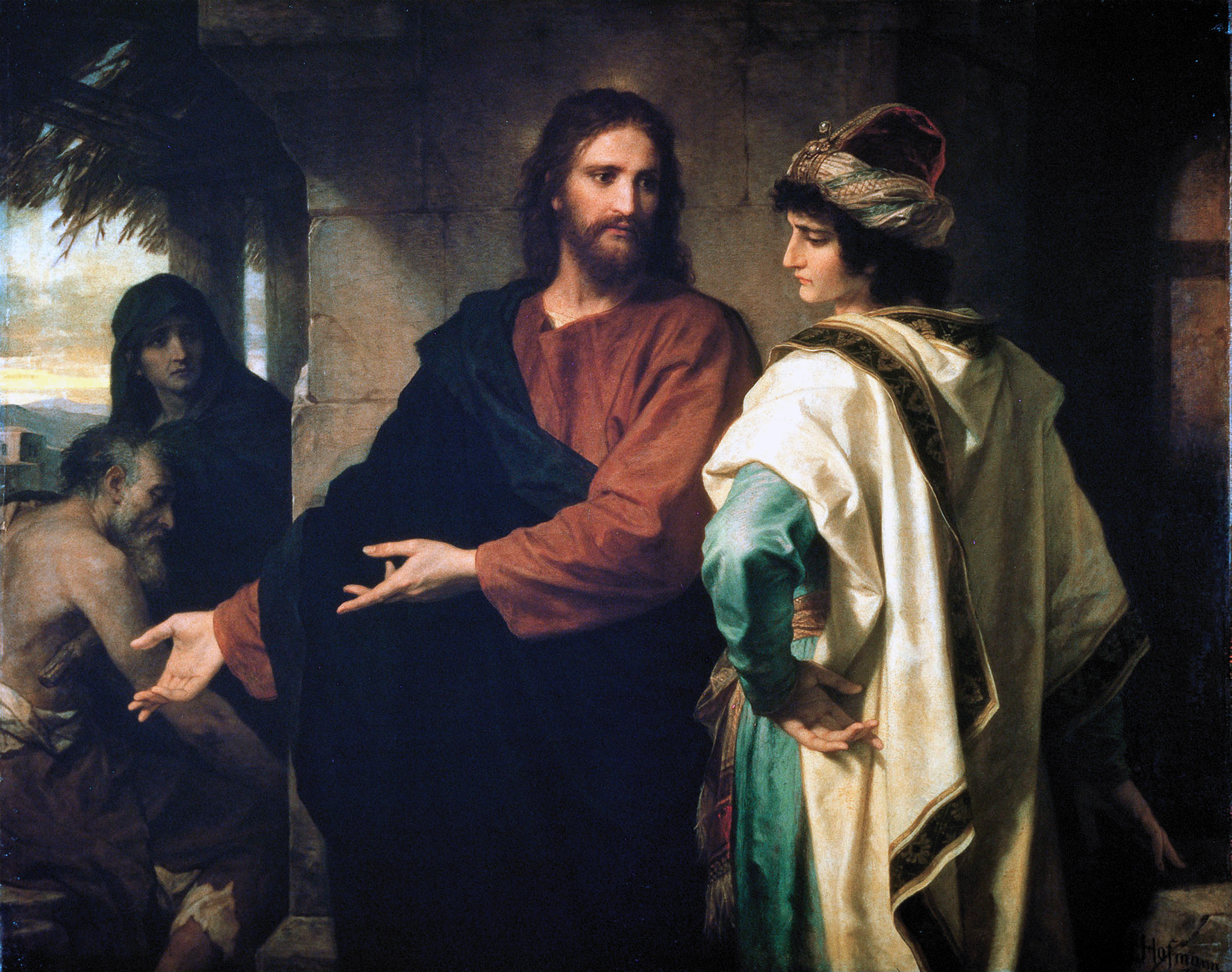
Heinrich Hofmann, Cristo e il giovane ricco sovrano, dipinto, 1889 (Riverside Church)

L'incontro con il giovane ricco è un episodio della vita di Gesù riportato nei tre Vangeli sinottici (Mt19,16-30, Mc10,17-27, Lc18,18-30).

## Racconto evangelico
Un tale si avvicinò a Gesù e gli disse: "Maestro, che cosa devo fare di buono per ottenere la vita eterna?". Egli rispose: "Perché mi interroghi su ciò che è buono? Uno solo è buono. Se vuoi entrare nella vita, osserva i comandamenti". Ed egli chiese: "Quali?". Gesù rispose: "Non uccidere, non commettere adulterio, non rubare, non testimoniare il falso, onora il padre e la madre, ama il prossimo tuo come te stesso". Il giovane gli disse: "Ho sempre osservato tutte queste cose; che mi manca ancora?". Gli disse Gesù: "Se vuoi essere perfetto, va, vendi quello che possiedi, dallo ai poveri e avrai un tesoro nel cielo; poi vieni e seguimi". Udito questo, il giovane se ne andò triste; poiché aveva molte ricchezze. Gesù allora disse ai suoi discepoli: "In verità vi dico: difficilmente un ricco entrerà nel regno dei cieli. Ve lo ripeto: è più facile che un cammello passi per la cruna di un ago, che un ricco entri nel regno dei cieli". A queste parole i discepoli rimasero costernati e chiesero: "Chi si potrà dunque salvare?". E Gesù, fissando su di loro lo sguardo, disse: "Questo è impossibile agli uomini, ma a Dio tutto è possibile". Allora Pietro prendendo la parola disse: "Ecco, noi abbiamo lasciato tutto e ti abbiamo seguito; che cosa dunque ne otterremo?". E Gesù disse loro: "In verità vi dico: voi che mi avete seguito, nella nuova creazione, quando il Figlio dell'uomo sarà seduto sul trono della sua gloria, siederete anche voi su dodici troni a giudicare le dodici tribù di Israele. Chiunque avrà lasciato case, o fratelli, o sorelle, o padre, o madre, o figli, o campi per il mio nome, riceverà cento volte tanto e avrà in eredità la vita eterna. Molti dei primi saranno ultimi e gli ultimi i primi".

## Differenze tra i vangeli
Tutti e tre i vangeli riportano che l’uomo era ricco ma solo il Vangelo di Matteo dice che era giovane. Il Vangelo di Luca riporta che era un notabile (quindi non un giovane) mentre il Vangelo di Marco non dice nulla in proposito. Il Vangelo di Marco aggiunge agli altri un ulteriore comandamento, "non frodare". Solo il Vangelo di Marco dice: "Gesù fissò lo sguardo su di lui, lo amò" (Mc 10, 21).

## Interpretazione
Presentandolo come un giovane, Matteo vuole indicare che il protagonista dell'incontro non aveva ancora raggiunto la maturità ed era ancora alla ricerca di qualcosa. A differenza di altri ricchi che hanno incontrato Gesù, gli evangelisti non hanno tramandato il nome di quest’uomo. Secondo alcuni commentatori, ciò vuole significare che il suo nome è stato messo in ombra dal denaro a cui era attaccato, mentre per gli altri ricchi citati nei vangeli (ad esempio Zaccheo) il denaro non era in realtà la loro identità. Altri ritengono invece che il nome del giovane non sia stato riferito perché rappresenta le persone comuni che non compiono azioni malvagie e se da un lato si sentono in pace con la propria coscienza, dall'altro sono insoddisfatte perché sentono che gli manca qualcosa. I beni materiali non possono riempire completamente la vita, perciò il giovane è insoddisfatto e cerca qualcosa di più. Gesù lo invita prima di tutto al distacco dai beni materiali, da realizzarsi non tanto con la povertà quanto con la condivisione e la solidarietà; in secondo luogo, gli chiede di seguirlo. Gesù vuole sottolineare che non si entra nel Regno dei Cieli compiendo qualcosa e acquistando meriti personali, ma entrando in relazione con Dio attraverso lo stesso Gesù, cosa che porta a donarsi agli altri. Il giovane se ne va perché il suo cuore era prigioniero dei beni materiali e non ha il coraggio di staccarsene. La metafora del cammello usata da Gesù suscita interrogativi. Alcuni studiosi ritengono che volesse riferirsi alla "Cruna dell’ago", cioè la porta più stretta delle mura di Gerusalemme, mentre altri ritengono che ci sia un errore di traduzione e il cammello fosse in realtà una gomena (grossa fune); altri ancora pensano invece che la frase sia proprio quella e si tratti di un paradosso tipico del linguaggio orientale. In ogni caso, la metafora vuole indicare l'impossibilità di entrare nel regno di Dio per chi è attaccato alla ricchezza; l’uomo cerca la sicurezza nelle proprie azioni e nei propri beni, mentre la logica di Dio è quella del dono gratuito. Se si segue Gesù e si vive per Dio non si perde nulla: chi vive mettendo generosamente la propria vita al servizio degli altri è spiritualmente ricco già in questo mondo.

## Nei Padri della Chiesa
San Clemente alessandrino in Quis dives salvetur ("Quale ricco si salverà") afferma che la ricchezza non è in sé né buona né cattiva, è uno strumento del quale servirsi e che in sé non porta colpa. Egli non sposa il pauperismo tipico del Medioevo; al contrario, dichiara che è lecito che i cristiani posseggano dei beni privati, fermo restando il dovere della carità, di condividere e redistribuire ai poveri le proprie ricchezze. Egli dice:
(San Clemente Alessandrino, Quis dives salvetur?)
(Omelia, C’è salvezza per il ricco?)
Il problema della proprietà e del rapporto tra ricchi e poveri è trattato anche nel De Nabùthae di Sant'Ambrogio.